# Neolaparus gracilipes
Neolaparus gracilipes är en tvåvingeart som först beskrevs av Friedrich Hermann Loew 1858.  Neolaparus gracilipes ingår i släktet Neolaparus och familjen rovflugor. Inga underarter finns listade i Catalogue of Life.